# 威夫利谷
威夫利谷（英語：Glen Waverley），音译为格伦威夫利或格伦韦弗利，是位于澳大利亚维多利亚州墨尔本的一个郊区，位于墨尔本市中心东南约19（12英里），行政区划上为莫纳什市的地方政府区域，也是莫纳什市行政机关的驻地。。根据2016年的人口普查数据，本区共有人口40,327人，其中40.9%为澳大利亚当地人口，紧接着是來自中国内地及香港的居民，占到17.9%；其次是印度、马来西亚及部分斯里兰卡裔居民，总共约占17.3%的人口比重。该地是墨尔本轨道交通威夫利谷鐵路線的终到及始发站，距离市区福林德斯街（Flinders Street）车站的铁路距离21.3km，单程从起点到终点（不经市区环路）的运行时间35分钟左右。
威夫利谷是墨尔本当地仅次于博士山（Box Hill）的大型亚裔居民聚居区，也是众多亚洲日用品零售、餐饮服务等行业的聚合点之一。使用官话、广东话等汉语方言的人口占到相当多数。该地商业化程度高，基础设施完善，经济活力强，具有较大的发展潜力。
威夫利谷因其便利的地理位置，完善的配套设施，宜人的气候以及良好的居住条件而被当地华裔居民昵称为“宇宙中心”。